# Men in Black (singolo)
Men in Black è un singolo del rapper statunitense Will Smith, pubblicato il 16 giugno 1997 come primo estratto dal primo album in studio Big Willie Style e dalla colonna sonora omonima.

## Descrizione
Il brano è la colonna sonora del film omonimo dello stesso anno in cui Smith recita. La canzone ha fatto vincere a Will Smith un Grammy Award nel 1998 come "miglior performance rap".
Men In Black campiona il ritornello del brano Forget Me Nots di Patrice Rushen del 1982. La frase del brano originale "I want you to remember" ("Voglio che tu ricordi") è cambiata in "They won't let you remember" ("Loro non ti lasceranno ricordare"), un riferimento all'apparecchio che cancella la memoria nel film Men in Black.

## Video musicale
Il video musicale è stato girato da Robert Caruso e vede coinvolto anche l'attore Tommy Lee Jones, partner di Smith nel film.

## Tracce
1. Men In Black (Album Version) – 3:48
2. Men In Black (MIB Master Mix) – 3:40
3. Men In Black (Track Masters Instrumental) – 3:48

## Classifiche

### Classifiche settimanali
| Classifica (1997)     | Posizione massima |
| --------------------- | ----------------- |
| Australia             | 1                 |
| Austria               | 2                 |
| Belgio (Fiandre)      | 3                 |
| Belgio (Vallonia)     | 1                 |
| Canada                | 2                 |
| Danimarca             | 2                 |
| Europa                | 1                 |
| Finlandia             | 2                 |
| Francia               | 1                 |
| Germania              | 1                 |
| Irlanda               | 1                 |
| Islanda               | 2                 |
| Italia                | 4                 |
| Norvegia              | 3                 |
| Nuova Zelanda         | 1                 |
| Paesi Bassi           | 2                 |
| Regno Unito           | 1                 |
| Stati Uniti (airplay) | 1                 |
| Svezia                | 2                 |
| Svizzera              | 1                 |
| Ungheria              | 1                 |

### Classifiche di fine anno
| Classifica (1997) | Posizione |
| ----------------- | --------- |
| Australia         | 6         |
| Austria           | 12        |
| Belgio (Fiandre)  | 16        |
| Belgio (Vallonia) | 11        |
| Canada            | 23        |
| Europa            | 5         |
| Francia           | 7         |
| Germania          | 4         |
| Islanda           | 5         |
| Nuova Zelanda     | 5         |
| Paesi Bassi       | 15        |
| Regno Unito       | 6         |
| Romania           | 15        |
| Svezia            | 16        |
| Svizzera          | 16        |